# Ryszard Baturo

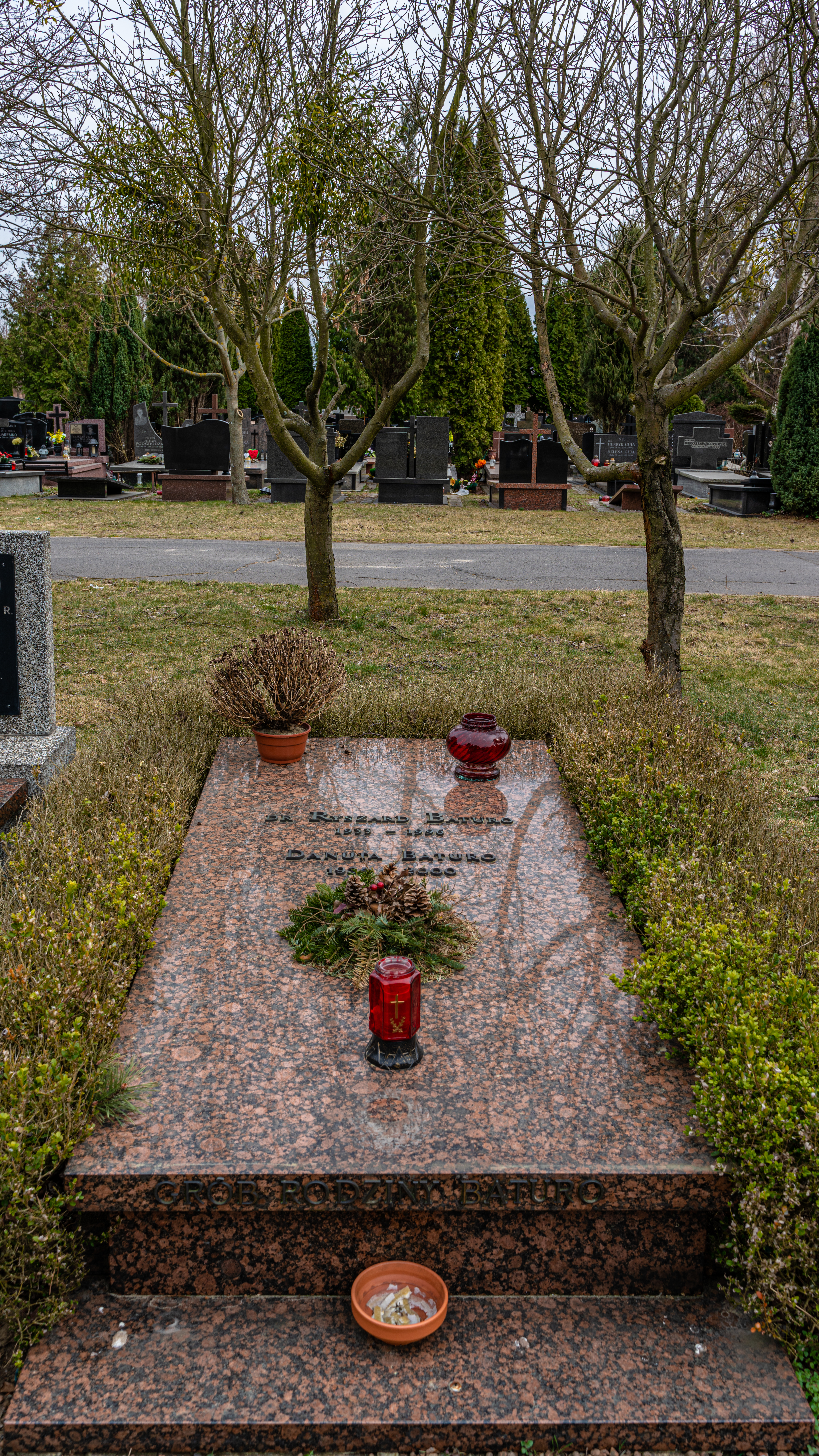
Grób Ryszarda Batury na cmentarzu komunalnym Północnym w Warszawie

Ryszard Baturo (ur. 27 listopada 1933 w Wilnie, zm. 20 kwietnia 1996) – polski prawnik, dyplomata, ambasador RP w Koreańskiej Republice Ludowo-Demokratycznej (1991–1995).

## Życiorys
Absolwent Szkoły Głównej Służby Zagranicznej. Od 1956 pracownik służby dyplomatyczno-konsularnej Ministerstwa Spraw Zagranicznych. W 1968 uzyskał doktorat w zakresie prawa międzynarodowego w Instytucie Nauk Prawnych PAN. W latach 1975 i 1988 doradca ministra. Wicedyrektor i p.o. dyrektora Archiwum MSZ w latach 1988–1991. Od 7 marca 1991 do 1995 ambasador RP w Korei Północnej.
Pochowany wraz z żoną Danutą (1934–2000) na cmentarzu komunalnym Północnym w Warszawie.